# Smart.fm
Smart.fm（スマート・エフエム）、（現 iKnow! / アイノウ）は、元セレゴ・ジャパン株式会社、2015年8月より事業譲渡にて合同会社DMM.COM（DMM英会話）が運営する英語学習アプリ。セレゴ・ジャパン時代にサービス名を、iKnow! → Smart.fm → iKnow! と変更した経緯はあるが、現在はSmart.fmという名前でのサービスは存在しない。

## 概要
Smart.fmでは、SNS方式を取り入れ、ユーザーが個人のペースで独自に学習できるほか、他のユーザーとのコミュニケーションを積極的に行うことが出来るよう設計されている。
メールアドレスを登録することでユーザーは個人のページを与えられ、搭載されたアプリケーションで英語を学習できる。ユーザーは「チャンネル」と呼ばれるジャンル分けされた中から任意でひとつを選び、通常の英会話学校のように「コース」を選択して学習する。各自の習熟度や目的（ビジネス・旅行等）にあったチャンネル・コースを選ぶことが出来るため、通常の英会話塾で起こりがちな「遅れ」や「落ちこぼれ」といった障壁がないのが特徴といえる。ユーザーページへのログインには通常のパスワードのほか、Yahoo! JAPANなどで取得したOpenIDによる認証も可能。
2009年2月25日、ポータルサイト「goo」を運営するNTTレゾナント株式会社と提携し、「goo英語学習」という名称でサービスを開始した。

## アプリケーションツール
iKnow!
一定数のアイテム（単語やフレーズ）を「意味」「綴り」「日本語からの類推」といった様々な角度から学習する。回答は複数の選択肢から選んだりキーボードで単語を打ち込むシンプルなもの。終了後に各アイテムの習熟度が表示され、学習のめやすに出来る。「（JavaScriptの）アルファアプリが満足できる品質に達した時、既存のiKnow! アプリの提供を終了させていただきますのでご了承ください」との通知が2009年11月なされた。しかしその後、上記は撤回された。
Dictation
音声で流される例文を聴き、その内容の一部、もしくはすべてを文章として書き起こす形式のトレーニング。例文は回答時間内であればスピーカーのアイコンを押すことで何度でも聴くことが出来る。正答する、もしくは一定数の誤答を繰り返すとその問題は終了し、ボタンを押すことで次の例文が流れる。終了後には誤答回数と簡易的な評価が表示され、学習のめやすに出来る。
アイテムドリルbeta
2009年11月のサイトリニューアルに伴いリリースされた。Flashベースで既存のiKnow!アプリを置き換えるJavaScriptベースのアプリとして登場した。しかしiKnow!アプリに比べて動作が緩慢、起動しない、単語を入力する場所がずれている、記号やスペースの入力まで求められる、音声が再生されないなど、の現象が見られる。その後、運営により改善が試みられているが、未だ安定性は低く、iKnow!アプリからユーザーの奪回もできていない。
Brainspeed
アイテムの「意味」を二択で問う形式のアプリ。他のアプリのようにキーボードを使わないため、Wiiなどでもプレイ可能。問題解答数に応じてゲームのスピードが速くなる。